# СТБ
«СТБ» (акронім від «Світ ТелеБачення») — загальноукраїнський телевізійний канал. Входить до медіаконгломерату «Starlight Media».

## Історія
Телеканал вперше вийшов в ефір 2 червня 1997 року. Цьому передували рекламні макети (вони поширювалися з кінця травня 1997 року), які обіцяли, що канал подарує глядачеві «цілий світ авторських програм, шоу і розваг». «Головними цвяхами» каналу були новини «Вікна» та гумористичне «Шоу довгоносиків». Засновниками каналу є ЗАТ «Міжнародний медіацентр» та корпорація «Інтерньюз нетворк» (США). На старті мовлення Микола Княжицький розповідав, що також одним з інвесторів телеканалу була авіакомпанія «Віта».
З 1997 року «СТБ» контролювався Володимиром Сівковичем, якому, власне, і належить ідея створення каналу на базі інфраструктури, створеної «Інтерньюз-Україна», команди, яка з вересня 1995 року (на частотах «УТ-2») створювала новини під назвою «Вікна» та додаткових можливостей компанії «ПроТБ». Поточний менеджмент здійснював Микола Княжицький.
У перші місяці свого існування канал орієнтувався, перш за все, на молодь віком 30-45 років і був відомий передусім новинними випусками «Вікна», гумористичним «Шоу довгоносиків», хіт-фабрикою «ШиШ», програмами «КІН» (новини культури), «Про кіно», «Cinemateka», «Імпреза», ток-шоу Марії Бурмаки, аналітичною програмою Миколи Княжицького «Вікна-тижневик», авторською програмою Віталія Портникова «Персона» та ін.
1999 року, перед першим туром президентських виборів, канал проводив спільно з «1+1» передвиборчі дебати.
Канал позиціював себе як незалежний від влади та водночас використовувався Володимиром Сівковичем як засіб розв'язання власних комерційних проблем. 1999 року це призвело до конфлікту з оточенням президента Леоніда Кучми, внаслідок якого контроль над СТБ перейшов до структур, близьких до російської корпорації «Лукойл». Головою правління каналу наприкінці 1999 року став Олексій Федун. В одному зі своїх інтерв'ю Княжицький розповідав, що передумовою для продажу каналу Сівковичем була загибель журналістки Мар'яни Чорної.
|  | Сівкович був одним із партнерів на СТБ разом з російським «Лукойлом». Я знаю, що канал хотіли забрати. Спочатку вбили начальника служби безпеки Дейнеку. Мені тоді квартиру підірвали й підпалили, і я жив декілька місяців у Романа Зварича у Лісниках, їздив з його охороною. Міліція нас зупиняла, цю охорону кидали на землю, мало не арештували мою дружину. Ми не могли вийти з хати, тому що там постійно стояла «наружка». Люди в масках напали на нашого комерційного директора і його вагітну дружину. Їх побили, пограбували. У мене з кабінету регулярно щось зникало, незважаючи на те, що у нас була охорона. Знайшли повішеною Мар'яну Чорну. Сівкович переховувався, тому що йому сказали, що він замовлений.І коли це з Мар'яною сталося, я йому сказав: «Нам потрібно віддавати канал». Я знаю, що від Сівковича вимагали віддати цей канал безкоштовно і він був готовий на це. А я поїхав у «Лукойл» і домовився, що вони викуплять частку, яка йому належала. |

2000 рік став роком реорганізації, підйому та постановки каналу на комерційні рейки, а сам бренд було розширено й посилено. Водночас, як і раніше, робилася ставка на інформаційне мовлення, яке в умовах посилення політичного тиску на медіа зберігало підкреслено об'єктивістський характер і утримувало високий рейтинг довіри серед глядачів. Програми «Вікна. Новини», «Вікна. Бізнес», «Вікна. Столиця», «Вікна. Кримінал», «Вікна. Спорт» та «Вікна. Опівночі» стали візитною карткою СТБ. Керівником інформаційної служби з початку 2000 року став Юрій Горбань.
У травні 2000 року програму «Вікна» зареєстрували як торгову марку, яка і дотепер належить телеканалу СТБ. 2001 року було зареєстровано торгову марку «СТБ» і за ініціативою Романа Скрипіна та за сприяння дніпропетровського приватного підприємця В'ячеслава Черкашина телеканал отримав перший в Україні домен в мережі Інтернет у доменній зоні .ua — stb.ua
2002 року частка каналу досягла максимуму за всю його історію — 4,9 %. Водночас із запровадженням системи тотальної цензури політичний тиск на «Вікна» посилився. На знак протесту проти цього частина журналістів залишила канал. Внаслідок цього, керівництво «СТБ» вирішило скоротити обсяги інформаційного мовлення.
У другій половині 2003 року сталося, на думку громадськості, досить радикальне переформатування бренду. Головними «фішками» каналу стали чемпіонат зі стриптизу, реаліті-шоу «Будинок» (рос. «Дом»), «Голод» та скандальна, на думку громадськості, програма «Заборонена зона». Як наслідок, рейтинги каналу впали — до 3,6 % частки за підсумками 2003 року. Представники «Лукойла» почали шукати охочих купити СТБ.
2004 року контроль над каналом остаточно перейшов до структур, близьких до Віктора Пінчука. Замість Федуна правління СТБ очолив Володимир Бородянський, який раніше працював начальником відділу управління медіаактивами «Альфа-банку» в Україні («Новий канал», «Наше радіо», «Московський комсомолець в Україні»). Канал знову почали переформатовувати — цього разу на пізнавально-розважальний.
Наприкінці 2004 року під час Помаранчевої Революції в Україні «СТБ» намагався триматися нейтральної позиції.
Втім, 2005 року телеканал упереджено висвітлював кількаденний мітинг «Новий Майдан» «захисників» Нікопольського феросплавного заводу, які були «проти захоплення державою» цього заводу. Йдеться про відібрання у власника СТБ та цього заводу Віктора Пінчука за його незаконну приватизацію[джерело?].
На початку 2006 року на посаді керівника інформаційної служби «СТБ» Юрія Горбаня змінив Олексій Мустафін (працював на цій посаді до травня 2011 року).
Станом на 2017 рік у зоні впевненого прийому сигналу «СТБ» перебувало 94 % території країни. Не працює на тимчасово окупованій території Криму.
Переформатування каналу дало результат. За підсумками 2004 року частка «СТБ» становила 3,71 % (за піплометричною панеллю GfK Ukraine, аудиторія люди 18+, міста 50 тис.+), вже 2005 року досягла 5,2 %, 2006 — 6,05 %, 2007 — 6,7 %, 2008 — 7,75 %, 2009 — 8,27 %, 2010 — 9,82 %, 2011 — 9,9 %, (3-е місце серед телеканалів, які транслюються в Україні). До 2011 року СТБ був єдиним серед українських телеканалів, який з року в рік підвищував частку телеперегляду.
2012 року частка каналу трохи впала — до 9,8 %, 2013 року сягнула 10,6 %, 2014 % скоротилася до 8,71 %, 2015 % склала 9,65 %, 2016 — 9,94 %, 2017 — 9,06 %, 2018 — 8,51 %, 2019 — 7,64 %, 2020 — 7 %, 2021 — 8,3 % (за даними системи рейтингів Nielsen).
Серед найвідоміших постатей, які працювали на телеканалі — Микола Княжицький, Ольга Кисла, Олександр Кривенко, Іванна Коберник, Віталій Портников, Ростислав Хотин, Микола Вересень, Георгій та Мирослава Ґонґадзе, Мар'яна Чорна, Ірина Ванникова, Юрій Горбань, Роман Скрипін, Катерина Нестеренко, Сергій Попов, Олексій Мустафін, Сергій Андрушко, Наталія Соколенко, Ольга Червакова, Наталя Якимович, Ігор Татарчук, Олена Вінницька та інші.
1 грудня 2015 року разом зі спорідненим телеканалом «QTV» канал перейшов на мовлення у форматі 16:9.
У травні 2018 року на телеканалі виходив спецпроєкт на підтримку ув'язненого у Росії українського режисера Олега Сенцова, у якому відомі телеведучі, журналісти й актори читали уривки з його оповідань.
15 грудня 2018 року директор «СТБ» Володимир Бородянський пішов з медіагрупи «Starlight Media».
13 січня 2020 року разом зі спорідненими телеканалами «Новий канал», «ICTV» й «ОЦЕ ТБ» канал перейшов до мовлення у стандарті високої чіткості (HD).
Через російське вторгнення в Україну з 24 лютого по 17 квітня 2022 року телеканал цілодобово транслював інформаційний марафон «Єдині новини». В етері була відсутня реклама.
З 18 квітня 2022 року телеканал відновив самостійне мовлення, змінивши програмну сітку. З етеру було прибрано радянські та російські фільми.

## Логотип
Телеканал змінив 7 логотипів. Нинішній — 8-й за ліком. З 1997 до 1998, з 1999 до 2001 та з 2004 року і дотепер знаходиться у правому верхньому куті. З 1998 до 1999 та з 2001 до 2004 року знаходився у лівому верхньому куті.
| Логотип | Опис |
| ------- | --- |
|         | З 2 червня 1997 до 10 лютого 1999 року логотипом була біла літера «С», в центрі була біла замкова свердловина, поруч білим стиснутим шрифтом слово «ТБ». Знаходився у правому верхньому куті. Під час програм «РЕН ТВ» логотип переміщувався у лівий верхній кут. 1 березня 1998 року логотип остаточно перемістився у лівий верхній кут. У новорічний час 1997—1998 та 1998—1999 роках була біла літера «С» у вигляді сніжинки, в центрі була біла замкова свердловина. |
|         | З 11 лютого 1999 до 31 березня 2000 року логотипом був бордово-фіолетовий прямокутник з білою літерою «С», в центрі була біла замкова свердловина, поруч слово «ТБ» білим шрифтом. Прямокутник приховував логотип «РЕН ТВ». Знаходився у правому верхньому куті. У новорічний час 1999—2000 роках прямокутник був темно-синього кольору, біла літера «С» була у вигляді сніжинки, в центрі була біла замкова свердловина. |
|         | З 1 квітня 2000 до 31 січня 2001 року логотипом був синій овал з білою літерою «С», в центрі була біла замкова свердловина, поруч слово «ТБ» білим шрифтом. У новорічний час 2000—2001 роках в овал була вписана тільки ніжно-блакитна літера «С» у вигляді сніжинки, в центрі була ніжно-блакитна замкова свердловина, слово «ТБ» було відсутнє. |
|         | З 1 лютого 2001 до 21 листопада 2004 року логотипом була сіра перекинута літера «С», в центрі була сіра перекинута замкова свердловина і логотип був напівпрозорим. Знаходився у лівому верхньому куті. В новорічний час у 2001—2002 роках — перекинута літера «С» у вигляді сніжинки, в центрі була сіра перекинута замкова свердловина. У 2002—2003 роках — заморожена літера «С», в центрі була біла замкова свердловина. У 2003—2004 роках — перекинута літера «С», в центрі була сіра перекинута замкова свердловина, була розміщена на ялинковій гілці, поруч іграшки. |
|         | З 22 листопада 2004 до 31 серпня 2008 року логотипом був червоний квадрат із заокругленими кутами, всередині була біла літера «С», ліворуч було написано слово «СТБ» білим тонким шрифтом. Знаходився у правому верхньому куті. У новорічний час у 2004—2005 і 2007 років на ялинковій гілці висів у вигляді іграшки червоно-коричневий квадрат із заокругленими кутами, всередині була біла літера «С», ліворуч було написано слово «СТБ» білим шрифтом. |
|         | З 1 вересня 2008 до 30 серпня 2013 року логотипом був червоний квадрат із заокругленими кутами, всередині біла літера «С», під ним підпис «Ти вдома». Знаходився там само. У новорічний час у 2008—2009 та 2010—2011 роках, був розміщений у вигляді будиночка червоний квадрат із заокругленими кутами, всередині біла літера «С», під ним підпис «Ти вдома». |
|         | З 31 серпня 2013 до 19 жовтня 2020 року логотипом був темно-червоний квадрат із заокругленими кутами, всередині біла літера «С», під логотипом підпис «МОЖЛИВО ВСЕ!». Знаходився там само. З квітня 2018 до жовтня 2020 року, під час реклами логотип стає напівпрозорим і виконує роль таймера зворотного відліку до кінця реклами. З 20 жовтня 2020 року використовується той же логотип, тільки підпис «Можливо все!» перемістився ліворуч. Під час реклами підпис зникає, а під час прем'єрного показу програм замінюється на «Прем'єра». Після початку російського вторгнення в Україну з 24 лютого 2022 року також використовувалися написи «Все буде добре!» та «Ми сильні!», а до 24 листопада 2024 року праворуч логотипа розташувався прапор України. Під час реклами написи змінювалися на таймер зворотнього відліку, а прапор зникав. З 20 серпня 2022 року телеканал використовує знову підпис «Можливо все!», а під час прем'єрного показу змінюється на «ПРЕМ'ЄРА». Під час реклами прапор не зникав. |

## Мовна політика
До 2013 року в деяких програмах «СТБ», як один з небагатьох українських телеканалів, використовував окремі правила Харківського правопису, тим самим наразившись, як на схвальні, так і на критичні відгуки громадськості.

## Походження контенту
За результатами моніторингів активістів кампанії «Бойкот російського кіно», за період з 8 по 14 вересня 2014 року на телеканалі СТБ демонстрували 4 год 5 хв російськомовного контенту на добу, а 27 вересня того ж року частка російського контенту вже склала близько 53 %.

## Порушення в День пам'яті Героїв Небесної Сотні
Моніторинг Національної ради з питань телебачення та радіомовлення показав, що телеканал «СТБ» не поширював інформацію про День пам'яті Героїв Небесної Сотні 20 лютого 2020 року у повному обсязі, а саме мінімум — раз у дві години.

## Наповнення етеру

### Програми
- Детектор брехні
- ДНК. Свої
- Звана вечеря
- МастерШеф
- Неймовірна правда про зірок
- Один за всіх
- Прокинься з Ектором
- Супербабуся
- Супермама
- Таємниці ДНК
- У пошуках істини
- Хата на тата
- Холостяк
- Як знайти кохання

### Архівні програми
- Dizel Night
- X-Пансія
- X-Фактор
- Битва екстрасенсів
- Вагітна у 16
- Вікна-новини
- Він Вона Шоу
- Все буде добре
- Все буде добре. Допомога психолога
- Все буде смачно
- Весільні битви
- Вечір з Наталею Гаріповою [Архівовано 14 січня 2020 у Wayback Machine.]
- Врятуйте нашу сім'ю
- ВусоЛапоХвіст
- Давай поговоримо про секс
- Джеймі Олівер. Обід за 15 хвилин
- Документальний детектив
- Доньки-матері
- Заживе
- Зважені та щасливі
- Зіркове життя [Архівовано 19 березня 2016 у Wayback Machine.]
- ЕксперименТИ
- Караоке на майдані
- Кохана, ми вбиваємо дітей
- Куб
- Кулінарна династія
- Мій секрет
- Містичні історії
- Мосфільм. Невідома версія
- Моя правда [Архівовано 19 березня 2016 у Wayback Machine.]
- М-Стиль
- Наречена для тата
- Неймовірна правда про українців
- Пекельні борошна з Євгеном Клопотенком
- Правила життя
- Паралельний світ
- Позивний «Надія»
- Про що мовчать жінки
- Ранок у великому місті (також — на «ICTV2» та «Новому каналі»)
- Світами за скарбами
- Слідство ведуть екстрасенси
- Солов'їне шоу
- Страва честі
- Сюрприз, сюрприз!
- Танці
- Танцюють всі!
- Україна має талант
- Ультиматум
- Фермер шукає дружину
- Холостячка
- Цієї миті рік потому
- Щасливі за сім днів
- Я соромлюсь свого тіла
- Як ти? з Григорієм Решетником

## Серіали
- Агенти справедливості
- Аля
- Будинок Надії
- Водна поліція (раніше на каналі «Україна»)
- Ворожка
- Впізнай мене
- Дві сестри
- Дитячий охоронець
- Дівчата
- Діда Мороза не буває
- Доньки-матері
- ЖК «Сімейки»
- Загадки для Анни
- Звинувачується в коханні
- З вовками жити
- Знайду пару коханому
- І будуть люди
- Історія одного злочину
- Квіти дощу
- К.О.Д.
- Код кохання
- Колір пристрасті\Колір помсти
- Коли ми вдома
- Коханка у спадок
- Кохання та полум'я
- Лікарка Ковальчук (раніше на каналі «Україна»)
- Ліки від минулого
- Любов на реабілітації
- Майже одружені
- Мама
- Ми більше, ніж я
- На лінії життя
- Навчи мене бачити зорі
- Новорічна шкереберть
- Одна родина
- Один обман на двох
- Папаньки (раніше на телеканалі «ICTV»)
- Перевізниця
- Провідниця
- Просто Надія
- Повернення до себе
- Слід
- Слідча
- Сліпа
- Спіймати Кайдаша
- Справедливість
- Тільки скажи
- Тілоохоронець
- Черговий лікар
- Чорна квітка
- Формула щастя
- Хід прокурора
- Юрик
- Я зрікаюсь

### Документальні фільми
- Аматори
- Зупинити Голіафа
- Маріуполь. Окупація
- Маріуполь. Невтрачена надія
- Нескорені
- Сила таланту
- Мадонна. Життя триває
- Блекаут. Різдво
- Мистецтво на війні
- Поруш тишу
- Чорнобиль
- Тісто
- Україна: кулінарний фронт
- У пошуках Ніки

### Іноземні серіали
- Альпійський патруль
- Анатомія Грей
- Відчайдушні домогосподарі
- Доктор Хаус
- Друзі
- Комісар Рекс
- Мислити як злочинець
- Менталіст
- Молодий Папа
- Спецзагін Кобра 11
- Щоденник лікаря

### Мультсеріали
- Сімпсони
- Губка Боб Квадратні Штани
- Пінгвіни Мадагаскару

## Ведучі
- Григорій Решетнік
- Ксенія Мішина
- Маша Єфросініна
- Орест Дрималовський
- Яна Брензей
- Сергій Костира
- Тетяна Висоцька
- Ектор Хіменес-Браво
- Дмитро Танкович
- Дмитро Карпачов
- Надія Матвєєва
- Ольга Кучер
- Володимир Павлюк
- Павло Костіцин

## Структура власності
| Юридична особа | Адреса                                 | Власник                      | Кінцевий власник |
| -------------- | -------------------------------------- | ---------------------------- | --- |
| ТОВ «ТК СТБ»   | 03113, м. Київ, вул. Макуха Василя, 12 | ТОВ «Старлайт Медіа» (100 %) | Linda Orso (Лінда Орсо) Christian Jan Dayer (Крістіан Ян Дейєр) Angelo De Riz (Анґело Де Різ) Colin Richard Walker (Колін Річард Волкер) |

## Мовлення

### Супутникове мовлення
| Супутник          | Стандарт | Частота | Символьна швидкість | Поляризація       | FEC | Формат зображення | Кодування |
| ----------------- | -------- | ------- | ------------------- | ----------------- | --- | ----------------- | --------- |
| Astra 4A (4.8°E)  | DVB-S2   | 12073   | 30000               | горизонтальна (H) | 2/3 | MPEG-4            | FTA       |
| Astra 4A (4.8°E)  | DVB-S    | 12130   | 27500               | вертикальна (V)   | 3/4 | MPEG-2            | FTA       |
| Astra 3C (23.5°E) | DVB-S2   | 12285   | 30000               | вертикальна (V)   | 2/3 | MPEG-4            | FTA       |

### Етерне цифрове мовлення
| Канал | Мультиплекс | Стандарт | EPG        | Формат мовлення |
| ----- | ----------- | -------- | ---------- | --------------- |
| 6     | MX-1        | DVB-T2   | Green tick | SD 576i 16:9    |

### Аналогове мовлення
- 59 ТВК — Краматорськ
- 60 ТВК — Костянтинівка

## Досягнення та нагороди
2005 року СТБ одержав звання «Прорив року» і був визнаний «телеканалом з найдинамічнішим розвитком» в Україні за результатами Всеукраїнського конкурсу засобів масової інформації «Золоте перо».
Того ж року телеканал СТБ став призером Першого Євразійського конкурсу «Зовнішність телеканалу-2005» відразу у двох номінаціях. У номінації «Найкращий промо-ролик фільму або серіалу» СТБ одержав друге місце за промо-ролик до серіалу «Чотири танкісти і пес». У номінації «промо-ролик документальної або науково-популярної програми» каналу СТБ дісталося третє місце за роботу «Весь світ. Таємниці стародавніх імперій», створений для анонсування ряду документальних фільмів, що транслюються на СТБ.
У тому ж році програма «Документальний детектив» отримала диплом Всеукраїнського щорічного конкурсу засобів масової інформації «Золоте перо-2005» в номінації «Найкраща програма телебачення про правопорядок».
2006 року колектив програми «Вікна-Новини» одержав чергове визнання свого професіоналізму — нагороду «Золоте Перо» Всеукраїнського щорічного конкурсу засобів масової інформації.
2007 року програма «Вікна-новини» телеканалу СТБ стала володарем титулу «Фаворит телепреси». 2008 року премію «Фаворит телепреси» отримала програма «За Вікнами», у 2009 — шоу «Україна має талант».
У 2007, 2009, 2010 і 2011 роках «Вікна-Новини» стали переможцями премії «Телетріумф» як найкраща новинна програма на українському телебаченні. У 2009, 2010 і 2011 роках як найкращі репортери «Телетріумф» отримали також журналісти «Вікон» Наталя Соколенко, Сергій Андрушко та Ольга Червакова.
2009 року Сергій Попов був визнаний найкращим ведучим інформаційної програми, у 2010 і 2011 роках Оксана Марченко — найкращою ведучою розважальної програми.
У 2009 і 2010 роках найкращою розважальною програмою була визнана «Україна має талант».
2011 року «Х-фактор» найкращим форматним розважальним шоу став, а найкращим телевізійним документальним фільмом — «Майже доросла. Щоденник двадцятирічної».
Двічі — у 2010 і 2011 роках — спеціальний приз «Телетріумфу» отримував голова правління СТБ Володимир Бородянський.
2012 року на національній телевізійній премії «Телетріумф» «Х-фактор. Революція» визнано найкращою форматною програмою року, а продюсерську команду проєкту «Зважені та щасливі» у складі Галини Пілютікової, Руслана Городничого, Олексія Гладушевського, Юрія Кірпіка — найкращою продюсерською групою телевізійної програми. Статуетку «Телетріумфу» як найкращий режисер-постановник телевізійної програми отримала Ксенія Бугрімова («Холостяк»), а як оператор-постановник — Олексій Коваленко («Танцюють всі!-4»). Також за роботу над проєктом «Х-фактор. Революція» отримала відзнаку «стиліст року» Ольга Слонь.